# 成瀬勝也
成瀬 勝也（なるせ かつや、1974年10月12日 - ）は、日本の俳優である。静岡県出身。

## 出演

### テレビドラマ
- インディゴの夜（2010年3月、東海テレビ/フジテレビ）

### 映画
- ルーキーズ・ゴト師株式会社（1999年）
- 美脚迷路（2001年）
- 蒼き狼たち（2001年）
- 新・仁義の墓場（2002年）
- 実録・安藤組外伝 餓狼の掟（2003年）

### Vシネマ
- 湘南爆走族2（2001年）
- 極道任侠道　夜叉の舞（2001年）
- 実録・侠魂（2011年）

### 舞台
- 青空の向こう側
- 夜明けの月が沈む時
- 常盤兄弟探偵事務所